# Skarżysko-Kamienna
Skarżysko-Kamienna là một thị trấn thuộc huyện Skarżyski, tỉnh Świętokrzyskie ở trung tâm Ba Lan. Thị trấn có diện tích 64 km². Đến ngày 1 tháng 1 năm 2011, dân số của thị trấn là 47525 người và mật độ 738 người/km².